# Új-Zéland az 1984. évi nyári olimpiai játékokon
Új-Zéland az egyesült államokbeli Los Angelesben megrendezett 1984. évi nyári olimpiai játékok egyik részt vevő nemzete volt. Az országot az olimpián 18 sportágban 130 sportoló képviselte, akik összesen 11 érmet szereztek.

## Érmesek
| Érem  | Versenyző                                                       | Sportág    | Versenyszám                    |
| ----- | --------------------------------------------------------------- | ---------- | ------------------------------ |
| Arany | Les O'Connell Shane O'Brien Conrad Robertson Keith Trask        | Evezés     | Férfi kormányos nélküli négyes |
| Arany | Ian Ferguson                                                    | Kajak-kenu | Férfi kajak egyes 500 m        |
| Arany | Alan Thompson                                                   | Kajak-kenu | Férfi kajak egyes 1000 m       |
| Arany | Ian Ferguson Paul MacDonald                                     | Kajak-kenu | Férfi kajak kettes 500 m       |
| Arany | Grant Bramwell Ian Ferguson Paul MacDonald Alan Thompson        | Kajak-kenu | Férfi kajak négyes 1000 m      |
| Arany | Mark Todd                                                       | Lovaglás   | Egyéni lovastusa               |
| Arany | Russell Coutts                                                  | Vitorlázás | Finn dingi                     |
| Arany | Chris Timms Rex Sellers                                         | Vitorlázás | Tornádó                        |
| Ezüst | Kevin Barry                                                     | Ökölvívás  | Félnehézsúly                   |
| Bronz | Kevin Lawton Don Symon Barrie Mabbott Ross Tong Brett Hollister | Evezés     | Férfi kormányos négyes         |
| Bronz | Bruce Kendall                                                   | Vitorlázás | Férfi szörfvitorlázás          |

## Atlétika
Férfi
| Versenyző        | Versenyszám    | Előfutam | Előfutam | Előfutam | Negyeddöntő | Negyeddöntő | Negyeddöntő | Elődöntő | Elődöntő | Elődöntő | Döntő    | Döntő    |
| Versenyző        | Versenyszám    | Idő      | Hely.    | Össz.    | Idő         | Hely.       | Össz.       | Idő      | Hely.    | Össz.    | Idő      | Helyezés |
| ---------------- | -------------- | -------- | -------- | -------- | ----------- | ----------- | ----------- | -------- | -------- | -------- | -------- | -------- |
| Peter Pearless   | 800 m          | 1:49,95  | 5.       | 42.      | kiesett     | kiesett     | kiesett     | kiesett  | kiesett  | kiesett  | kiesett  | kiesett  |
| Tony Rogers      | 1500 m         | 3:39,78  | 4.       | 10.      |             |             |             | 3:36,48  | 6.       | 7.       | 3:38,98  | 9.       |
| Peter O'Donoghue | 1500 m         | 3:40,69  | 3.       | 14.      |             |             |             | 3:38,71  | 8.       | 16.      | kiesett  | kiesett  |
| John Walker      | 5000 m         | 13:44,75 | 2.       | 3.       |             |             |             | 13:28,48 | 3.       | 3.       | 13:24,46 | 8.       |
| Rod Dixon        | Maraton        |          |          |          |             |             |             |          |          |          | 2:12:57  | 10.      |
| Derek Froude     | Maraton        |          |          |          |             |             |             |          |          |          | 2:19:44  | 34.      |
| Peter Renner     | 3000 m akadály | 8:22,95  | 2.       | 2.       |             |             |             | 8:18,12  | 2.       | 2.       | 8:29,81  | 11.      |

| Versenyző     | Versenyszám   | Selejtező             | Selejtező             | Döntő    | Döntő    |
| Versenyző     | Versenyszám   | Eredmény              | Helyezés              | Eredmény | Helyezés |
| ------------- | ------------- | --------------------- | --------------------- | -------- | -------- |
| Steve Walsh   | Távolugrás    | érvényes ugrás nélkül | érvényes ugrás nélkül | kiesett  | kiesett  |
| Mike O'Rourke | Gerelyhajítás | érvényes dobás nélkül | érvényes dobás nélkül | kiesett  | kiesett  |

Női
| Versenyző           | Versenyszám | Előfutam | Előfutam | Előfutam | Elődöntő | Elődöntő | Elődöntő | Döntő         | Döntő         |
| Versenyző           | Versenyszám | Idő      | Hely.    | Össz.    | Idő      | Hely.    | Össz.    | Idő           | Helyezés      |
| ------------------- | ----------- | -------- | -------- | -------- | -------- | -------- | -------- | ------------- | ------------- |
| Dianne Zorn-Rodger  | 3000 m      | 8:47,90  | 5.       | 9.       |          |          |          | 8:56,43       | 9.            |
| Lorraine Moller     | Maraton     |          |          |          |          |          |          | 2:28:34       | 5.            |
| Mary O'Connor       | Maraton     |          |          |          |          |          |          | 2:41,22       | 27.           |
| Anne Garrett-Audain | Maraton     |          |          |          |          |          |          | nem ért célba | nem ért célba |
| Lyn Grime           | 400 m gát   | 58,02    | 5.       | 15.      | kiesett  | kiesett  | kiesett  | kiesett       | kiesett       |

## Birkózás
Szabadfogású
| Versenyző      | Versenyszám | Vigaszágas kiesés | Vigaszágas kiesés | 5. helyért                        | Bronz- mérkőzés   | Döntő             | Helyezés    |
| Versenyző      | Versenyszám | Ellenfél Eredmény | Hely.             | Ellenfél Eredmény                 | Ellenfél Eredmény | Ellenfél Eredmény | Helyezés    |
| -------------- | ----------- | --- | ----------------- | --------------------------------- | ----------------- | ----------------- | ----------- |
| Graeme Hawkins | 57 kg       | B csoport · Miguel García (ESP) · kétvállas · Barry Davis (USA) · 0–12 · Kuan Pu-ni-ma (Guan Bunima) (CHN) · 3–15                 | 5.                | kiesett                           | kiesett           | kiesett           | helyezetlen |
| Zane Coleman   | 74 kg       | A csoport · Šaban Sejdi (YUG) · kétvállas · Dave Schultz (USA) · 0–12                                                             | 10.               | kiesett                           | kiesett           | kiesett           | helyezetlen |
| Ken Reinsfield | 82 kg       | B csoport · Kally Agogo (NGR) · 5–1 · Mark Schultz (USA) · 7–16 · Mohamed El-Ashram (EGY) · passzivitás · Chris Rinke (CAN) · 2–9 | 3.                | Kim Theu (Kim Tae-U) (KOR) · 3–10 |                   |                   | 6.          |

## Cselgáncs
| Versenyző     | Versenyszám | Csoport | Selejtező              | 32-es főtábla                 | Nyolcaddöntő                           | Negyeddöntő       | Elődöntő          | Vigaszág nyolcaddöntő | Vigaszág negyeddöntő | Vigaszág elődöntő | Bronz- mérkőzés   | Döntő             | Helyezés |
| Versenyző     | Versenyszám | Csoport | Ellenfél Eredmény      | Ellenfél Eredmény             | Ellenfél Eredmény                      | Ellenfél Eredmény | Ellenfél Eredmény | Ellenfél Eredmény     | Ellenfél Eredmény    | Ellenfél Eredmény | Ellenfél Eredmény | Ellenfél Eredmény | Helyezés |
| ------------- | ----------- | ------- | ---------------------- | ----------------------------- | -------------------------------------- | ----------------- | ----------------- | --------------------- | -------------------- | ----------------- | ----------------- | ----------------- | -------- |
| Shaun O’Leary | Könnyűsúly  | A       |                        | Johannes Wohlwend (LIE) · V   | kiesett                                | kiesett           | kiesett           |                       |                      |                   |                   |                   | 19.      |
| Graeme Spinks | Váltósúly   | A       | Michel Nowak (FRA) · V | kiesett                       | kiesett                                | kiesett           | kiesett           |                       |                      |                   |                   |                   | 34.      |
| Bill Vincent  | Középsúly   | A       |                        | Alejandro Strático (ARG) · GY | Pak Gjongho (Park Gyeong-Ho) (KOR) · V | kiesett           | kiesett           |                       |                      |                   |                   |                   | 12.      |

## Evezés
Férfi
| Versenyző | Versenyszám              | Előfutam | Előfutam | Vigaszág | Vigaszág | Elődöntő | Elődöntő | Döntő | Döntő   | Döntő | Helyezés |
| Versenyző | Versenyszám              | Idő      | Hely.    | Idő      | Hely.    | Idő      | Hely.    | Típus | Idő     | Hely. | Helyezés |
| --- | ------------------------ | -------- | -------- | -------- | -------- | -------- | -------- | ----- | ------- | ----- | -------- |
| Gary Reid | Egypárevezős             | 7:27,10  | 2.       | 7:26,12  | 2.       | 7:34,15  | 5.       | B     | 7:22,63 | 1.    | 7.       |
| Geoff Horan Allan Horan | Kormányos nélküli kettes | 7:05,44  | 2.       | erőnyerő | erőnyerő | 7:02,89  | 4.       | B     | 7:04,00 | 3.    | 9.       |
| Les O'Connell Shane O'Brien Conrad Robertson Keith Trask                                                                       | Kormányos nélküli négyes | 6:08,41  | 1.       | erőnyerő | erőnyerő |          |          | A     | 6:03,48 | 1.    |          |
| Kevin Lawton Don Symon Barrie Mabbott Ross Tong Brett Hollister                                                                | Kormányos négyes         | 6:27,18  | 3.       | 6:26,18  | 1.       |          |          | A     | 6:23,68 | 3.    |          |
| Nigel Atherfold Dave Rodger Roger White-Parsons George Keys Greg Johnston Chris White Andrew Stevenson Mike Stanley Andrew Hay | Nyolcas                  | 5:48,19  | 1.       | erőnyerő | erőnyerő |          |          | A     | 5:44,14 | 4.    | 4.       |

Női
| Versenyző        | Versenyszám  | Előfutam | Előfutam | Vigaszág | Vigaszág | Elődöntő | Elődöntő | Döntő | Döntő   | Döntő | Helyezés |
| Versenyző        | Versenyszám  | Idő      | Hely.    | Idő      | Hely.    | Idő      | Hely.    | Típus | Idő     | Hely. | Helyezés |
| ---------------- | ------------ | -------- | -------- | -------- | -------- | -------- | -------- | ----- | ------- | ----- | -------- |
| Stephanie Foster | Egypárevezős | 3:51,86  | 2.       | 3:51,19  | 2.       | 4:02,29  | 4.       | B     | 3:52,20 | 1.    | 7.       |

## Gyeplabda

### Férfi
| Új-zélandi férfi gyeplabdacsapat-játékoskeret                                                                                        | Új-zélandi férfi gyeplabdacsapat-játékoskeret                                                                                     |
| --- | --- |
| - Jeff Archibald - Husmukh Bhikha - Chris Brown - George Carnoutsos - Peter Daji - Laurie Gallen - Stuart Grimshaw - Trevor Laurence | - Grant McLeod - Brent Miskimmin - Peter Miskimmin - Arthur Parkin - Ramesh Patel - Graham Sligo - Maurice Marquet - Robin Wilson |

#### Eredmények
Csoportkör
B csoport
| Csapat               | M | Gy | D | V | G+ | G– | Gk  | P |
| -------------------- | - | -- | - | - | -- | -- | --- | - |
| Nagy-Britannia (GBR) | 5 | 4  | 1 | 0 | 10 | 5  | +5  | 9 |
| Pakisztán (PAK)      | 5 | 2  | 3 | 0 | 16 | 7  | +9  | 7 |
| Hollandia (NED)      | 5 | 3  | 1 | 1 | 16 | 9  | +7  | 7 |
| Új-Zéland (NZL)      | 5 | 1  | 2 | 2 | 10 | 10 | 0   | 4 |
| Kenya (KEN)          | 5 | 1  | 0 | 4 | 5  | 14 | –9  | 2 |
| Kanada (CAN)         | 5 | 0  | 1 | 4 | 7  | 19 | –12 | 1 |

| 1984. július 29. 15:00 | Új-Zéland (NZL) | 3–3 | Pakisztán (PAK) |  |
| 1984. július 29. 15:00 | (1–1)           |     |                 |  |

| 1984. augusztus 1. 8:00 | Hollandia (NED) | 3–1 | Új-Zéland (NZL) |  |
| 1984. augusztus 1. 8:00 | (1–0)           |     |                 |  |

| 1984. augusztus 3. 13:45 | Nagy-Britannia (GBR) | 1–0 | Új-Zéland (NZL) |  |
| 1984. augusztus 3. 13:45 | (1–0)                |     |                 |  |

| 1984. augusztus 5. 8:00 | Új-Zéland (NZL) | 4–1 | Kenya (KEN) |  |
| 1984. augusztus 5. 8:00 | (1–0)           |     |             |  |

| 1984. augusztus 7. 15:30 | Kanada (CAN) | 2–2 | Új-Zéland (NZL) |  |
| 1984. augusztus 7. 15:30 | (1–2)        |     |                 |  |

Az 5–8. helyért
| 1984. augusztus 9. 8:00 | India (IND) | 1–0 | Új-Zéland (NZL) |  |
| 1984. augusztus 9. 8:00 | (0–0)       |     |                 |  |

A 7. helyért
| 1984. augusztus 10. 15:00 | Új-Zéland (NZL) | 1–0 | Spanyolország (ESP) |  |
| 1984. augusztus 10. 15:00 | (0–0)           |     |                     |  |

| Csapat          | Helyezés |
| --------------- | -------- |
| Új-Zéland (NZL) | 7.       |

### Női
| Új-zélandi női gyeplabdacsapat-játékoskeret                                                                                      | Új-zélandi női gyeplabdacsapat-játékoskeret                                                                                           |
| --- | --- |
| - Lesley Murdoch - Barbara Tilden - Mary Clinton - Sue McLeish - Isobel Thompson - Sandra Mackie - Jillian Smith - Jane Goulding | - Robyn Blackman - Jan Martin - Harina Kohere - Jennifer McDonald - Shirley Haig - Cathy Thompson - Lesley Elliott - Christine Arthur |

#### Eredmények
Csoportkör
| 1984. július 31. 14:30 | Hollandia (NED) | 2–1 | Új-Zéland (NZL) |  |
| 1984. július 31. 14:30 | (1–0)           |     |                 |  |

| 1984. augusztus 2. 14:30 | Ausztrália (AUS) | 3–0 | Új-Zéland (NZL) |  |
| 1984. augusztus 2. 14:30 | (2–0)            |     |                 |  |

| 1984. augusztus 4. 16:15 | Egyesült Államok (USA) | 2–0 | Új-Zéland (NZL) |  |
| 1984. augusztus 4. 16:15 | (1–0)                  |     |                 |  |

| 1984. augusztus 6. 16:15 | NSZK (FRG) | 1–0 | Új-Zéland (NZL) |  |
| 1984. augusztus 6. 16:15 | (0–0)      |     |                 |  |

| 1984. augusztus 10. 9:45 | Kanada (CAN) | 4–1 | Új-Zéland (NZL) |  |
| 1984. augusztus 10. 9:45 | (3–0)        |     |                 |  |

Végeredmény
| Helyezés | Csapat                 | M | Gy | D | V | G+ | G– | Gk  | P |
| --- | ---------------------- | - | -- | - | - | -- | -- | --- | - |
| Arany | Hollandia (NED)        | 5 | 4  | 1 | 0 | 14 | 6  | +8  | 9 |
| Ezüst | NSZK (FRG)             | 5 | 2  | 2 | 1 | 9  | 9  | 0   | 6 |
| Bronz | Egyesült Államok (USA) | 5 | 2  | 1 | 2 | 9  | 7  | +2  | 5 |
| 4. | Ausztrália (AUS)       | 5 | 2  | 1 | 2 | 9  | 7  | +2  | 5 |
| A bronzéremről az Egyesült Államok és Ausztrália között egy külön büntetőpárbaj döntött, melyet az Egyesült Államok nyert meg 10–5-re. |                        |   |    |   |   |    |    |     |   |
| 5. | Kanada (CAN)           | 5 | 2  | 1 | 2 | 9  | 11 | –2  | 5 |
| 6. | Új-Zéland (NZL)        | 5 | 0  | 0 | 5 | 2  | 12 | –10 | 0 |

| Csapat          | Helyezés |
| --------------- | -------- |
| Új-Zéland (NZL) | 6.       |

## Íjászat
| Versenyző       | Versenyszám  | 1. forduló | 1. forduló | 2. forduló | 2. forduló | Összesítés | Összesítés |
| Versenyző       | Versenyszám  | Pont       | Hely.      | Pont       | Hely.      | Pont       | Helyezés   |
| --------------- | ------------ | ---------- | ---------- | ---------- | ---------- | ---------- | ---------- |
| Dale Lightfoot  | Férfi egyéni | 1191       | 39.        | 1226       | 26.        | 2417       | 34.        |
| Ann Shurrock    | Női egyéni   | 1218       | 23.        | 1204       | 28.        | 2422       | 24.        |
| Neroli Fairhall | Női egyéni   | 1167       | 38.        | 1190       | 32.        | 2357       | 35.        |

## Kajak-kenu
Férfi
| Versenyző                                                | Versenyszám         | Előfutam | Előfutam | Előfutam | Vigaszág | Vigaszág | Vigaszág | Elődöntő | Elődöntő | Elődöntő | Döntő   | Döntő    |
| Versenyző                                                | Versenyszám         | Idő      | Hely.    | Össz.    | Idő      | Hely.    | Össz.    | Idő      | Hely.    | Össz.    | Idő     | Helyezés |
| -------------------------------------------------------- | ------------------- | -------- | -------- | -------- | -------- | -------- | -------- | -------- | -------- | -------- | ------- | -------- |
| Ian Ferguson                                             | Kajak egyes 500 m   | 1:49,32  | 2.       | 2.       | erőnyerő | erőnyerő | erőnyerő | 1:48,00  | 1.       | 1.       | 1:47,84 |          |
| Alan Thompson                                            | Kajak egyes 1000 m  | 3:53,41  | 1.       | 3.       | erőnyerő | erőnyerő | erőnyerő | 3:58,90  | 1.       | 8.       | 3:45,73 |          |
| Ian Ferguson Paul MacDonald                              | Kajak kettes 500 m  | 1:36,82  | 1.       | 3.       | erőnyerő | erőnyerő | erőnyerő | 1:36,10  | 1.       | 2.       | 1:34,21 |          |
| Robert Jenkinson Edwin Richards                          | Kajak kettes 1000 m | 3:37,69  | 4.       | 13.      | 3:45,97  | 3.       | 5.       | 3:38,80  | 5.       | 15.      | kiesett | kiesett  |
| Grant Bramwell Ian Ferguson Paul MacDonald Alan Thompson | Kajak négyes 1000 m | 3:05,99  | 1.       | 1.       | erőnyerő | erőnyerő | erőnyerő | 3:05,67  | 1.       | 1.       | 3:02,28 |          |

## Kerékpározás

### Országúti kerékpározás
Férfi
| Versenyző    | Versenyszám   | Idő              | Helyezés      |
| ------------ | ------------- | ---------------- | ------------- |
| Brian Fowler | Mezőnyverseny | 5:06:45 (+6:48)  | 18.           |
| Stephen Cox  | Mezőnyverseny | 5:15:27 (+15:30) | 37.           |
| Roger Sumich | Mezőnyverseny | nem ért célba    | nem ért célba |

### Pálya-kerékpározás
Sprintverseny
| Versenyző     | Versenyszám  | 1. forduló                                     | 1. forduló | Vigaszág                         | Vigaszág | Döntő                  | Döntő | 2. forduló           | 2. forduló | Vigaszág                       | Vigaszág | Nyolcaddöntő              | Nyolcaddöntő | Vigaszág                                          | Vigaszág | Döntő                                                  | Döntő | Negyeddöntő          | 5–8. helyért           | 5–8. helyért | Elődöntő             | Döntő                | Helyezés |
| Versenyző     | Versenyszám  | Ellenfelek Győztes idő                         | Hely       | Ellenfelek Győztes idő           | Hely     | Ellenfelek Győztes idő | Hely  | Ellenfél Győztes idő | Hely       | Ellenfél Győztes idő           | Hely     | Ellenfelek Győztes idő    | Hely         | Ellenfelek Győztes idő                            | Hely     | Ellenfél Győztes idő                                   | Hely  | Ellenfél Győztes idő | Ellenfelek Győztes idő | Hely         | Ellenfél Győztes idő | Ellenfél Győztes idő | Helyezés |
| ------------- | ------------ | ---------------------------------------------- | ---------- | -------------------------------- | -------- | ---------------------- | ----- | -------------------- | ---------- | ------------------------------ | -------- | ------------------------- | ------------ | ------------------------------------------------- | -------- | ------------------------------------------------------ | ----- | -------------------- | ---------------------- | ------------ | -------------------- | -------------------- | -------- |
| Murray Steele | Férfi egyéni | Gabriele Sella (ITA) · Brian Lyn (ANT) · 11,54 | 3.         | Deograves Asuncion (PHI) · 12,09 | 1.       |                        |       |                      |            | Gerhard Scheller (FRG) · 11,11 | 2.       | Paulo Jamur (BRA) · 11,92 | 1.           | Philippe Vernet (FRA) · Frank Orban (BEL) · 11,33 | 2.       | Gerhard Scheller (FRG) · Claudio Iannone (ARG) · 11,41 | 3.    | kiesett              | kiesett                | kiesett      | kiesett              | kiesett              | kiesett  |

Időfutam
| Név         | Versenyszám  | Idő     | Helyezés |
| ----------- | ------------ | ------- | -------- |
| Craig Adair | Férfi egyéni | 1:06,96 | 5.       |

Üldözőversenyek
| Versenyző                                           | Versenyszám  | Selejtező | Selejtező | Nyolcaddöntő                  | Nyolcaddöntő | Negyeddöntő  | Negyeddöntő | Elődöntő     | Elődöntő  | Döntő        | Döntő     | Helyezés |
| Versenyző                                           | Versenyszám  | Idő       | Hely.     | Ellenfél Idő                  | Saját idő    | Ellenfél Idő | Saját idő   | Ellenfél Idő | Saját idő | Ellenfél Idő | Saját idő | Helyezés |
| --------------------------------------------------- | ------------ | --------- | --------- | ----------------------------- | ------------ | ------------ | ----------- | ------------ | --------- | ------------ | --------- | -------- |
| Anthony Cuff                                        | Férfi egyéni | 4:55,06   | 15.       | Pascal Robert (FRA) · 4:47,94 | 4:50,49      | kiesett      | kiesett     | kiesett      | kiesett   | kiesett      | kiesett   | 11.      |
| Craig Adair Anthony Cuff Brian Fowler Graeme Miller | Férfi csapat | 4:37,57   | 13.       |                               |              | kiesett      | kiesett     | kiesett      | kiesett   | kiesett      | kiesett   | 13.      |

Pontverseny
| Név           | Versenyszám | Selejtező | Selejtező  | Selejtező | Döntő   | Döntő      | Döntő    |
| Név           | Versenyszám | Pont      | Körhátrány | Hely.     | Pont    | Körhátrány | Helyezés |
| ------------- | ----------- | --------- | ---------- | --------- | ------- | ---------- | -------- |
| Brian Fowler  | Férfi       | 24        | –          | 2.        | 12      | –1         | 7.       |
| Graeme Miller | Férfi       | 10        | –1         | 13.       | kiesett | kiesett    | kiesett  |

## Lovaglás
Díjugratás
| Versenyző   | Ló     | Versenyszám | 1. forduló    | 1. forduló    | 2. forduló | 2. forduló | Összesen | Összesen |
| Versenyző   | Ló     | Versenyszám | Pont          | Hely.         | Pont       | Hely.      | Pont     | Helyezés |
| ----------- | ------ | ----------- | ------------- | ------------- | ---------- | ---------- | -------- | -------- |
| John Cottle | Arturo | Egyéni      | nem ért célba | nem ért célba | kiesett    | kiesett    | kiesett  | kiesett  |

Lovastusa
| Versenyző                                              | Ló           | Versenyszám | Díjlovaglás | Díjlovaglás | Tereplovaglás | Tereplovaglás | Díjugratás | Díjugratás | Végeredmény | Végeredmény |
| Versenyző                                              | Ló           | Versenyszám | Bünt.       | Hely.       | Bünt.         | Hely.         | Bünt.      | Hely.      | Bünt.       | Helyezés    |
| ------------------------------------------------------ | ------------ | ----------- | ----------- | ----------- | ------------- | ------------- | ---------- | ---------- | ----------- | ----------- |
| Mark Todd                                              | Charisma     | Egyéni      | 51,60       | 4.          | 0,00          | 1.            | 0,00       | 1.         | 51,60       |             |
| Mary Hamilton                                          | Whist        | Egyéni      | 63,20       | 20.         | 26,80         | 21.           | 8,00       | 33.        | 98,00       | 22.         |
| Andrew Nicholson                                       | Kahlua       | Egyéni      | 78,20       | 45.         | 27,20         | 22.           | 25,00      | 40.        | 130,40      | 28.         |
| Andrew Bennie                                          | Jade         | Egyéni      | 69,40       | 33.         | 126,40        | 37.           | 5,00       | 23.        | 200,80      | 37.         |
| Mark Todd Mary Hamilton Andrew Nicholson Andrew Bennie | lásd fentebb | Csapat      | 184,20      | 5.          | 54,00         | 6.            | 13,00      | 8.         | 280,00      | 6.          |

## Műugrás
Férfi
| Versenyző   | Versenyszám    | Selejtező | Selejtező | Döntő   | Döntő    |
| Versenyző   | Versenyszám    | Pont      | Helyezés  | Pont    | Helyezés |
| ----------- | -------------- | --------- | --------- | ------- | -------- |
| Mark Graham | Egyéni műugrás | 497,55    | 18.       | kiesett | kiesett  |
| Gary Lamb   | Egyéni műugrás | 477,66    | 22.       | kiesett | kiesett  |

Női
| Versenyző   | Versenyszám    | Selejtező | Selejtező | Döntő   | Döntő    |
| Versenyző   | Versenyszám    | Pont      | Helyezés  | Pont    | Helyezés |
| ----------- | -------------- | --------- | --------- | ------- | -------- |
| Ann Fargher | Egyéni műugrás | 421,65    | 13.       | kiesett | kiesett  |

## Ökölvívás
| Versenyző     | Versenyszám  | Selejtező         | 32-es főtábla         | Nyolcaddöntő                 | Negyeddöntő                       | Elődöntő                           | Döntő                                  | Helyezés |
| Versenyző     | Versenyszám  | Ellenfél Eredmény | Ellenfél Eredmény     | Ellenfél Eredmény            | Ellenfél Eredmény                 | Ellenfél Eredmény                  | Ellenfél Eredmény                      | Helyezés |
| ------------- | ------------ | ----------------- | --------------------- | ---------------------------- | --------------------------------- | ---------------------------------- | -------------------------------------- | -------- |
| Kevin Barry   | Félnehézsúly |                   | Don Smith (TRI) · 5:0 | Jonathan Kiriisa (UGA) · 3:2 | Jean-Paul Nanga-Ntsah (CMR) · 4:1 | Evander Holyfield (USA) · kizárták | Ante Josipović (YUG) · mérkőzés nélkül |          |
| Michael Kenny | Nehézsúly    |                   | erőnyerő              | Dodovic Owiny (UGA) · RSC    | kiesett                           | kiesett                            | kiesett                                | 9.       |

RSC – a mérkőzésvezető megállította a mérkőzést

## Sportlövészet
Férfi
| Versenyző         | Versenyszám       | Pont | Helyezés |
| ----------------- | ----------------- | ---- | -------- |
| Stephen Petterson | Sportpuska, fekvő | 592  | 13.      |
| Tony Clarke       | Futócéllövészet   | 558  | 19.      |

Nyílt
| Versenyző    | Versenyszám | Pont | Helyezés |
| ------------ | ----------- | ---- | -------- |
| John Woolley | Skeet       | 189  | 26.      |

## Súlyemelés
| Versenyző       | Versenyszám | Szakítás | Szakítás | Lökés    | Lökés    | Összesen | Helyezés |
| Versenyző       | Versenyszám | Eredmény | Helyezés | Eredmény | Helyezés | Összesen | Helyezés |
| --------------- | ----------- | -------- | -------- | -------- | -------- | -------- | -------- |
| Allister Nalder | 82,5 kg     | 142,5    | 7.       | 175,0    | 8.       | 317,5    | 8.       |
| Michael Bernard | 82,5 kg     | 137,5    | 12.      | 175,0    | 8.       | 312,5    | 10.      |
| Kevin Blake     | 100 kg      | 140,0    | 13.      | 177,5    | 9.       | 317,5    | 9.       |

## Szinkronúszás
| Versenyző                     | Versenyszám | Selejtező           | Selejtező           | Selejtező       | Selejtező  | Selejtező  | Döntő           | Döntő      | Döntő      |
| Versenyző                     | Versenyszám | Technikai gyakorlat | Technikai gyakorlat | Zenés gyakorlat | Összesítés | Összesítés | Zenés gyakorlat | Összesítés | Összesítés |
| Versenyző                     | Versenyszám | Pont                | Hely.               | Pont            | Pont       | Hely.      | Pont            | Pont       | Helyezés   |
| ----------------------------- | ----------- | ------------------- | ------------------- | --------------- | ---------- | ---------- | --------------- | ---------- | ---------- |
| Lynette Sadleir               | Egyéni      | 79,500              | 35.                 | kiesett         | kiesett    | kiesett    | kiesett         | kiesett    | kiesett    |
| Katie Sadleir                 | Egyéni      | 79,383              | 37.                 | kiesett         | kiesett    | kiesett    | kiesett         | kiesett    | kiesett    |
| Katie Sadleir Lynette Sadleir | Páros       | 79,442              | 12.                 | 85,20           | 164,642    | 12.        | kiesett         | kiesett    | kiesett    |

## Torna

### Ritmikus gimnasztika
| Versenyző  | Versenyszám | Selejtező | Selejtező | Döntő   | Döntő    |
| Versenyző  | Versenyszám | Pont      | Hely.     | Pont    | Helyezés |
| ---------- | ----------- | --------- | --------- | ------- | -------- |
| Tania Moss | Egyéni      | 35,20     | 30.       | kiesett | kiesett  |

## Úszás
Férfi
| Versenyző                                             | Versenyszám            | Előfutam | Előfutam | Előfutam | Döntő   | Döntő   | Döntő   | Helyezés |
| Versenyző                                             | Versenyszám            | Idő      | Hely.    | Össz.    | Típus   | Idő     | Hely.   | Helyezés |
| ----------------------------------------------------- | ---------------------- | -------- | -------- | -------- | ------- | ------- | ------- | -------- |
| Anthony Mosse                                         | 100 m pillangó         | 55,19    | 2.       | 7.       | A       | 54,93   | 6.      | 6.       |
| Anthony Mosse                                         | 200 m pillangó         | 1:59,76  | 1.       | 5.       | A       | 1:58,75 | 5.      | 5.       |
| Anthony Mosse                                         | 200 m gyors            | 1:54,12  | 4.       | 24.      | kiesett | kiesett | kiesett | kiesett  |
| Mike Davidson                                         | 200 m gyors            | 1:56,20  | 5.       | 35.      | kiesett | kiesett | kiesett | kiesett  |
| Mike Davidson                                         | 400 m gyors            | 3:57,88  | 4.       | 16.*     | B       | 3:58,24 | 8.      | 16.      |
| Mike Davidson                                         | 1500 m gyors           | 15:35,43 | 4.       | 14.      | kiesett | kiesett | kiesett | kiesett  |
| Gary Hurring                                          | 200 m hát              | 2:03,29  | 1.       | 3.       | A       | 2:03,10 | 5.      | 5.       |
| Gary Hurring                                          | 100 m hát              | 57,42    | 1.       | 4.       | A       | 56,90   | 4.      | 4.       |
| Paul Kingsman                                         | 100 m hát              | 58,33    | 4.       | 13.      | B       | 58,19   | 2.      | 10.      |
| Paul Kingsman                                         | 200 m hát              | 2:06,87  | 4.       | 20.      | kiesett | kiesett | kiesett | kiesett  |
| Brett Austin                                          | 100 m mell             | 1:04,83  | 2.       | 15.      | B       | 1:05,49 | 7.      | 15.      |
| Brett Austin                                          | 200 m mell             | 2:27,25  | 5.       | 28.      | kiesett | kiesett | kiesett | kiesett  |
| Paul Kingsman Brett Austin Anthony Mosse Gary Hurring | 4 × 100 m vegyes váltó | 3:50,56  | 2.       | 9.       | kiesett | kiesett | kiesett | kiesett  |

Női
| Versenyző    | Versenyszám    | Előfutam              | Előfutam | Előfutam | Döntő   | Döntő   | Döntő   | Helyezés |
| Versenyző    | Versenyszám    | Idő                   | Hely.    | Össz.    | Típus   | Idő     | Hely.   | Helyezés |
| ------------ | -------------- | --------------------- | -------- | -------- | ------- | ------- | ------- | -------- |
| Gail Jonson  | 200 m vegyes   | 2:25,00               | 5.       | 19.      | kiesett | kiesett | kiesett | kiesett  |
| Gail Jonson  | 400 m vegyes   | 4:59,92               | 6.       | 15.      | B       | 4:58,40 | 7.      | 15.      |
| Gail Jonson  | 200 m pillangó | 2:20,55               | 5.       | 19.      | kiesett | kiesett | kiesett | kiesett  |
| Anna Doig    | 200 m pillangó | 2:20,81               | 6.       | 20.      | kiesett | kiesett | kiesett | kiesett  |
| Anna Doig    | 100 m pillangó | 1:03,15               | 3.       | 14.      | B       | 1:03,65 | 8.      | 16.      |
| Anna Doig    | 100 m gyors    | 1:02,72               | 6.       | 14.      | kiesett | kiesett | kiesett | kiesett  |
| Carmel Clark | 100 m gyors    | 1:00,63               | 5.       | 3.       | kiesett | kiesett | kiesett | kiesett  |
| Carmel Clark | 100 m hát      | 1:04,57 (szú 1:04,33) | 3.       | 8.       | A       | 1:04,47 | 8.      | 8.       |
| Carmel Clark | 200 m hát      | 2:16,78               | 3.       | 8.       | A       | 2:17,89 | 8.      | 8.       |

* - egy másik versenyzővel azonos eredményt ért el

## Vitorlázás
Férfi
| Versenyző     | Versenyszám     | Futam | Futam | Futam   | Futam | Futam | Futam | Futam | Pontszám | Helyezés |
| Versenyző     | Versenyszám     | 1     | 2     | 3       | 4     | 5     | 6     | 7     | Pontszám | Helyezés |
| ------------- | --------------- | ----- | ----- | ------- | ----- | ----- | ----- | ----- | -------- | -------- |
| Bruce Kendall | Szörfvitorlázás | 3,0   | 5,7   | (45,0*) | 19,0  | 3,0   | 5,7   | 10,0  | 46,4     |          |

Nyílt
| Versenyző                            | Versenyszám     | Futam  | Futam | Futam | Futam  | Futam  | Futam | Futam  | Pontszám | Helyezés |
| Versenyző                            | Versenyszám     | 1      | 2     | 3     | 4      | 5      | 6     | 7      | Pontszám | Helyezés |
| ------------------------------------ | --------------- | ------ | ----- | ----- | ------ | ------ | ----- | ------ | -------- | -------- |
| Russell Coutts                       | Finn dingi      | 0,0    | 13,0  | 3,0   | 3,0    | (27,0) | 5,7   | 10,0   | 34,7     |          |
| Peter Evans Sean Reeves              | 470-es osztály  | 14,0   | 21,0  | 16,0  | (35,0) | 35,0   | 10,0  | 5,7    | 101,7    | 14.      |
| Chris Timms Rex Sellers              | Tornádó         | 5,7    | 3,0   | 0,0   | 3,0    | 0,0    | 3,0   | (17,0) | 14,7     |          |
| Aran Hansen Simon Daubney Tom Dodson | Soling          | (29,0) | 18,0  | 23,0  | 17,0   | 19,0   | 11,7  | 0,0    | 88,7     | 11.      |
| David Mackay Luke Carter             | Repülő hollandi | 13,0   | 21,0  | 16,0  | (22,0) | 18,0   | 13,0  | 10,0   | 91,0     | 10.      |

* - kizárták

## Vívás
Férfi
| Versenyző    | Versenyszám       | Selejtező | Selejtező | Selejtező | Selejtező | Selejtező | Selejtező | Főtábla                         | Főtábla           | Vigaszág                   | Vigaszág          | Negyeddöntő       | Elődöntő          | Döntő             | Helyezés |
| Versenyző    | Versenyszám       | 1. kör | 1. kör    | 2. kör | 2. kör    | 3. kör | 3. kör    | 1. kör                          | 2. kör            | 1. kör                     | 2. kör            | Negyeddöntő       | Elődöntő          | Döntő             | Helyezés |
| Versenyző    | Versenyszám       | Ellenfél Eredmény | Hely.     | Ellenfél Eredmény | Hely.     | Ellenfél Eredmény | Hely.     | Ellenfél Eredmény               | Ellenfél Eredmény | Ellenfél Eredmény          | Ellenfél Eredmény | Ellenfél Eredmény | Ellenfél Eredmény | Ellenfél Eredmény | Helyezés |
| ------------ | ----------------- | --- | --------- | --- | --------- | --- | --------- | ------------------------------- | ----------------- | -------------------------- | ----------------- | ----------------- | ----------------- | ----------------- | -------- |
| Martin Brill | Párbajtőr, egyéni | 6. csoport · Rashid Fahd Al-Rasheed (KSA) · 5–4 · Jun Namdzsin (Yun Nam-Jin) (KOR) · 5–5 · Daniel Giger (SUI) · 4–5 · Jerri Bergström (SWE) · 3–5                        | 4.        | 7. csoport · Hannes Lembacher (AUT) · 3–5 · I Ilhi (Lee Il-Hui) (KOR) · 5–4 · Cung Hsziang-csing (Zong Xiangqing) (CHN) · 5–4 · Philippe Boisse (FRA) · 5–4 · Robert Marx (USA) · 3–5 | 3.        | 4. csoport · Volker Fischer (FRG) · 3–5 · Cuj Ji-ning (Cui Yining) (CHN) · 5–0 · Robert Marx (USA) · 5–4 · Stefano Bellone (ITA) · 5–2 · Philippe Boisse (FRA) · 3–5 | 2.        | Michel Dessureault (CAN) · 4–10 |                   | Michel Poffet (SUI) · 8–10 | kiesett           | kiesett           | kiesett           | kiesett           | 15.      |
| David Cocker | Párbajtőr, egyéni | 12. csoport · John Hugo Pedersen (NOR) · 5–4 · Sandro Cuomo (ITA) · 5–5 · Kim Szongmun (Kim Seong-Mun) (KOR) · 4–5 · Kazem Hasan (KUW) · 2–5 · Gabriel Nigon (SUI) · 2–5 | 5.        | kiesett | kiesett   | kiesett | kiesett   | kiesett                         | kiesett           | kiesett                    | kiesett           | kiesett           | kiesett           | kiesett           | 50.      |